# بطولة إفريقيا تحت 17 سنة لكرة القدم 2011
بطولة كأس أفريقيا تحت 17 سنة 2011 التي ستقام في رواندا من 4 إلى 18 يناير هي النسخة التاسعة في تاريخ تنظيمها. الفرق التي وصلت إلى نصف النهائي من مشهوارها في البطولة ستتأهل لخوض كأس العالم للناشئين 2011.
إجريت القرعة النهائية في 27 نوفمبر 2010 في فندق بحيرة كيفو سيرينا.

## المنتخبات المتأهلة
تأهلت الثمانية المنتخبات التالية للمشاركة بالأدوار النهائية.
- بوركينا فاسو
- مصر
- الغابون
- السنغال
- غامبيا
- مالي
- ساحل العاج
- رواندا المستضيفة

## دور المجموعات
في دور المجموعات سيتأهل فقط فريقين من كل مجموعة إلى نصف النهائي. ال4 فرق في نصف النهائي سوف يتأهلون لبطولة كأس العالم للناشئين تحت 17 سنة 2011 في صيف العام المقبل.